# 鯉淵学園農業栄養専門学校
鯉淵学園農業栄養専門学校（こいぶちがくえんのうぎょうえいようせんもんがっこう）とは、茨城県水戸市にある食と農業に関する専修学校。栄養士養成施設。運営は公益財団法人鯉淵学園。

## 沿革
- 1945年 - 全国農業会が3年制各種学校の高等農事講習所を開設
- 1948年 - 財団法人農民教育協会設立。教育事業を農業会から引き継ぐ。農業改良普及員受験資格取得。
- 1951年 - 名称を鯉淵学園に変更
- 1970年 - 厚生大臣認定の栄養士養成施設
- 1993年 - 専修学校専門課程へ制度変更
- 1995年 - 4年制の専門学校に制度変更、人事院規則の学歴区分が「大学4卒」に位置づけられる
- 2008年 - 学校名を現在のものに変更、各学科の修業年限を2年に短縮
- 2022年（令和4年） - 運営組織の名称が公益財団法人農民教育協会から公益財団法人鯉淵学園に改称。[1]

## 設置学科
- アグリビジネス科
  - 園芸組合コース
  - 畜産コース
  - 国際農業コース
- 食品栄養科

## 出身者
- 井上健次 - 埼玉県毛呂山町長